# Rachid Benaïssa (ministre)
Pour les articles homonymes, voir Rachid Benaïssa (homonymie).
Rachid Benaïssa, né le 25 juin 1949 à Boussada est un haut fonctionnaire et homme politique algérien.
Docteur en sciences vétérinaires, il exerce comme praticien à Annaba avant d'entrer comme haut fonctionnaire au ministère de l'agriculture en 1981 pour devenir ministre délégué en 2000, puis ministre de l'agriculture de 2008 à 2013.

## Fonctions
- 2008-2013 : Ministre de l'agriculture et du développement rural
- 2007-2007 : Élu député de la wilaya de M'sila
- 2002-2008 : Ministre délégué, chargé du développement rural
- 2000-2002 : Secrétaire Général au ministère de l'Agriculture
- 1994-2000 : Chef de Cabinet au ministère de l'Agriculture
- 1991-1994 : Chargé d'Études et de Synthèse au ministère de l'Agriculture
- 1981-1990 : Directeur des services veterinaires et phytosanitaires
- 1981-1984 : Sous-directeur de la santé animale